# Georges Mandjeck
Georges Constant Mandjeck (ur. 9 grudnia 1988 w Duali) – kameruński piłkarz grający na pozycji defensywnego pomocnika.

## Kariera klubowa
Karierę piłkarską Mandjeck rozpoczął w szkole sportowej o nazwie Kadji Sports Academy, mającej siedzibę w mieście Duala. W 2007 roku zaczął występować w pierwszym zespole w kameruńskiej Première Division. W połowie roku został piłkarzem VfB Stuttgart. W Stuttgarcie zadebiutował 25 lipca 2007 w meczu Pucharu Ligi Niemieckiej z Bayernem Monachium (0:2). Jesienią 2007 nie grał w pierwszej drużynie Stuttgartu, a na początku 2008 roku został wypożyczony do drugoligowego 1. FC Kaiserslautern. W nim zadebiutował 1 lutego 2008 w spotkaniu z Borussią Mönchengladbach (1:1). W Kaiserslautern grał do lata 2008.
Po powrocie z Kaiserslautern Mandjeck stał się członkiem pierwszego zespołu Stuttgartu. 13 września 2008 zadebiutował w Bundeslidze w meczu z TSG 1899 Hoffenheim (0:0). W sezonie 2008/2009 rozegrał w Stuttgarcie 3 mecze. W 2009 roku ponownie został wypożyczony do Kaiserslautern.
29 czerwca 2010 roku Mandjeck podpisał 4-letni kontrakt ze Stade Rennais. W latach 2012–2013 grał w AJ Auxerre, a latem 2013 przeszedł do Kayseri Erciyessporu. Z kolei w 2015 roku przeszedł do FC Metz.
| Sezon   | Klub                 | Kraj    | Rozgrywki         | Mecze | Bramki | Rozgrywki Europy | Mecze | Bramki |
| ------- | -------------------- | ------- | ----------------- | ----- | ------ | ---------------- | ----- | ------ |
| 2007/08 | Kadji Sports Academy | Kamerun | Première Division | ?     | ?      | –                | –     | –      |
| 2007/08 | VfB Stuttgart        | Niemcy  | Bundesliga        | 0     | 0      | –                | –     | –      |
| 2007/08 | 1. FC Kaiserslautern | Niemcy  | 2. Bundesliga     | 10    | 0      | –                | –     | –      |
| 2008/09 | VfB Stuttgart        | Niemcy  | Bundesliga        | 3     | 0      | Liga Europy UEFA | 1     | 0      |
| 2009/10 | 1. FC Kaiserslautern | Niemcy  | 2. Bundesliga     | 31    | 0      | –                | –     | –      |
| 2010/11 | Stade Rennais        | Francja | Ligue 1           | 22    | 0      | –                | –     | –      |
| 2011/12 | Stade Rennais        | Francja | Ligue 1           | 12    | 0      | Liga Europy UEFA | 4     | 1      |
| 2011/12 | AJ Auxerre           | Francja | Ligue 1           | 15    | 0      | –                | –     | –      |
| 2012/13 | AJ Auxerre           | Francja | Ligue 2           | 27    | 0      | –                | –     | –      |
| 2013/14 | Kayseri Erciyesspor  | Turcja  | Süper Lig         | 24    | 1      | –                | –     | –      |
| 2014/15 | Kayseri Erciyesspor  | Turcja  | Süper Lig         | 12    | 0      | –                | –     | –      |
| 2015/16 | FC Metz              | Francja | Ligue 2           | 27    | 0      | –                | –     | –      |

Stan na: koniec sezonu 2015/2016

## Kariera reprezentacyjna
W 2008 roku Mandjeck wystąpił z kadrą olimpijską na Igrzyskach Olimpijskich w Pekinie. W reprezentacji Kamerunu zadebiutował 14 października 2009 roku w zremisowanym 0:0 towarzyskim meczu z Angolą. W 2010 roku został powołany przez selekcjonera Paula Le Guena do kadry na Puchar Narodów Afryki 2010.